# Cystopteris tennesseensis
Cystopteris tennesseensis là một loài dương xỉ trong họ Cystopteridaceae. Loài này được Shaver mô tả khoa học đầu tiên năm 1950.